# 奧斯塔什夫西基湖
奧斯塔什夫西基湖（烏克蘭語：Осташівський став），是烏克蘭的湖泊，位於該國中部切爾卡瑟州的烏曼，長2.15公里、寬0.41公里，面積0.84平方公里，最大水深3.5米，河畔城鎮有烏曼。